# Clondalkin
Clondalkin est une banlieue de Dublin, Ireland.
Clondalkin est connu pour sa tour ronde du VIIIe siècle, une des plus anciennes et des mieux préservées du pays, mesurant 25,6 m de haut.
Sa population était de 45 165 habitants en 2011.
Dans les années 1970 et 1980, Clondalkin a connu une rapide croissance démographique.